# Маныкин-Невструев, Николай Александрович
Николай Александрович Маныкин-Невструев (1869 — ?) — русский композитор и поэт.

## Семья
Отец: Александр Иванович Маныкин-Невструев — генерал-лейтенант, участник Крымской, Кавказской и Русско-Турецкой (1877-1878) войн.
Женат первым браком на Елене Петровне Алексеевой.
Дети:
- Мария (18.08.1896)
- Александр (13.10.1897)

Женат вторым браком на Марии Александровне Толочковой.
Дети:
- Марина (28.01.1914)
- Николай (03.05.1915).

## Биография
Родился 10 ноября 1869 года. Сын генерал-лейтенанта А.И. Маныкина-Невструева. Из дворян Орловской губернии. Образование получил в 4-м Московском кадетском корпусе (с 10.09.1892 — 3-й) и Александровском военном училище. Выпущен подпоручиком в 12-й гренадерский Астраханский полк 10.08.1889. Поручик (15.04.1893). Зачислен в запас армейской пехоты 30.12.1893. Обучался в Московской консерватории с 1892 года по 1895 год. Принимал участие в устройстве торжеств Священного коронования Их Императорских Величеств в мае 1896 года в качестве помощника дирижёра и помощника режиссёра при исполнении в присутствии Их Величеств 8, 18 и 23 мая 1896 года. В 1896 приглашен дирекцией Московского отделения Императорского Русского Музыкального общества на должность помощника инспектора Московской консерватории. С 07.06.1896 — исправляющий должность правителя дел Московского отделения Императорского Русского Музыкального общества и Московской консерватории. За особые труды и заслуги по возведению нового здания Московской консерватории награждён орденом Орден Святой Анны 3-й степени (05.04.1903) и Высочайше пожалован запонками (11.04.1903). В 1903—1909 годах — дирижёр и заведующий музыкальной частью Московского художественного театра. Участник Русско-Японской войны. Штабс-капитан (26.11.1905). Приказом войскам 3-й Маньчжурской армии от 11.09.1905 награждён орденом Святой Анны 4-й степени с надписью «За храбрость». В 1909—1914 годах работал в театре Незлобина в Москве. 09.08.1914 вновь призван на военную службу в 220-й пехотный Скопинский полк. 18.09.1914 переведен в Астраханский гренадeрский полк, в котором с 28.05.1915 года наблюдал за музыкальным обучением полкового оркестра, а с 10.02.1916 — был зачислен в действующий состав полка. Капитан (18.11.1916). Командир 2-го батальона Астраханского полка (январь 1917). Подполковник (1917). 06.09.1917 отправлен в командировку на формирование 84-го пехотного запасного полка.

## Творчество
Маныкин-Невструев был известен, по большей части, как автор музыки для спектаклей драматических театров. Среди них: «Юлий Цезарь» Шекспира (1903), «Борис Годунов» Пушкина (1907), «Фауст» Гёте, «Орлеанская дева» Шиллера, «Вишнёвый сад» Чехова (1904). О таланте композитора высоко отзывались К.С. Станиславский и В.И. Немирович-Данченко. Маныкину-Невструеву принадлежит также ряд романсов на стихи А.С. Пушкина, М.Ю. Лермонтова, А.Н. Апухтина, К.Д. Бальмонта, А. Белого и других. Балладу «Ворон» для голоса и фортепиано исполнял Ф.И. Шаляпин. Как поэт он написал либретто оперы «Ася» М.М. Ипполитова-Иванова. Он является автором ряда работ, среди которых «Краткий исторический очерк Московского отделения Императорского Русского музыкального общества: 1860-1900» (1900).
Маныкину-Невструеву упорно приписывается музыка знаменитой баллады "Жили двенадцать разбойников". Но ни датировки музыки, ни вообще каких-либо подтверждений этому нет.

## Награды
- Орден Святого Станислава 3-й степени.
- Орден Святой Анны 3-й степени (05.04.1903).
- Орден Святого Станислава 2-й степени (1904).
- Орден Святой Анны 4-й степени с надписью «За храбрость» (11.09.1905).
- Орден Болгарии «За гражданские заслуги» (кавалерский крест).
- Георгиевское оружие (11.10.1917).